# Metodi di individuazione di pianeti extrasolari
I metodi di individuazione di pianeti extrasolari sono diversi e si sono evoluti nel corso degli anni, permettendo oggi di scoprire nuovi pianeti a un ritmo sempre crescente. Le metodologie si possono dividere in due classi principali:
- rilevamento diretto;
- rilevamento indiretto.

Nella classe del rilevamento diretto si includono tutte le tecniche che permettono di osservare direttamente al telescopio questi pianeti. Nella classe del rilevamento indiretto ricadono quelle tecniche che permettono di individuare un pianeta a partire dagli effetti che esso induce (o vengono indotti) sulla (o dalla) stella ospite.
Per confermare un pianeta e meglio definirne le caratteristiche fisiche è necessario l'utilizzo di più tecniche differenti. Al momento attuale la tecnica di maggior successo è quella del transito. I primi risultati sono stati ottenuto con il metodo delle velocità radiali. Sono stati scoperti attualmente (2023) più di 5000 pianeti extrasolari 
.  Già nel 1955 Otto Struve aveva prospettato la possibilità di scoprire sistemi planetari extrasolari proprio con il metodo del transito e delle velocità radiali.

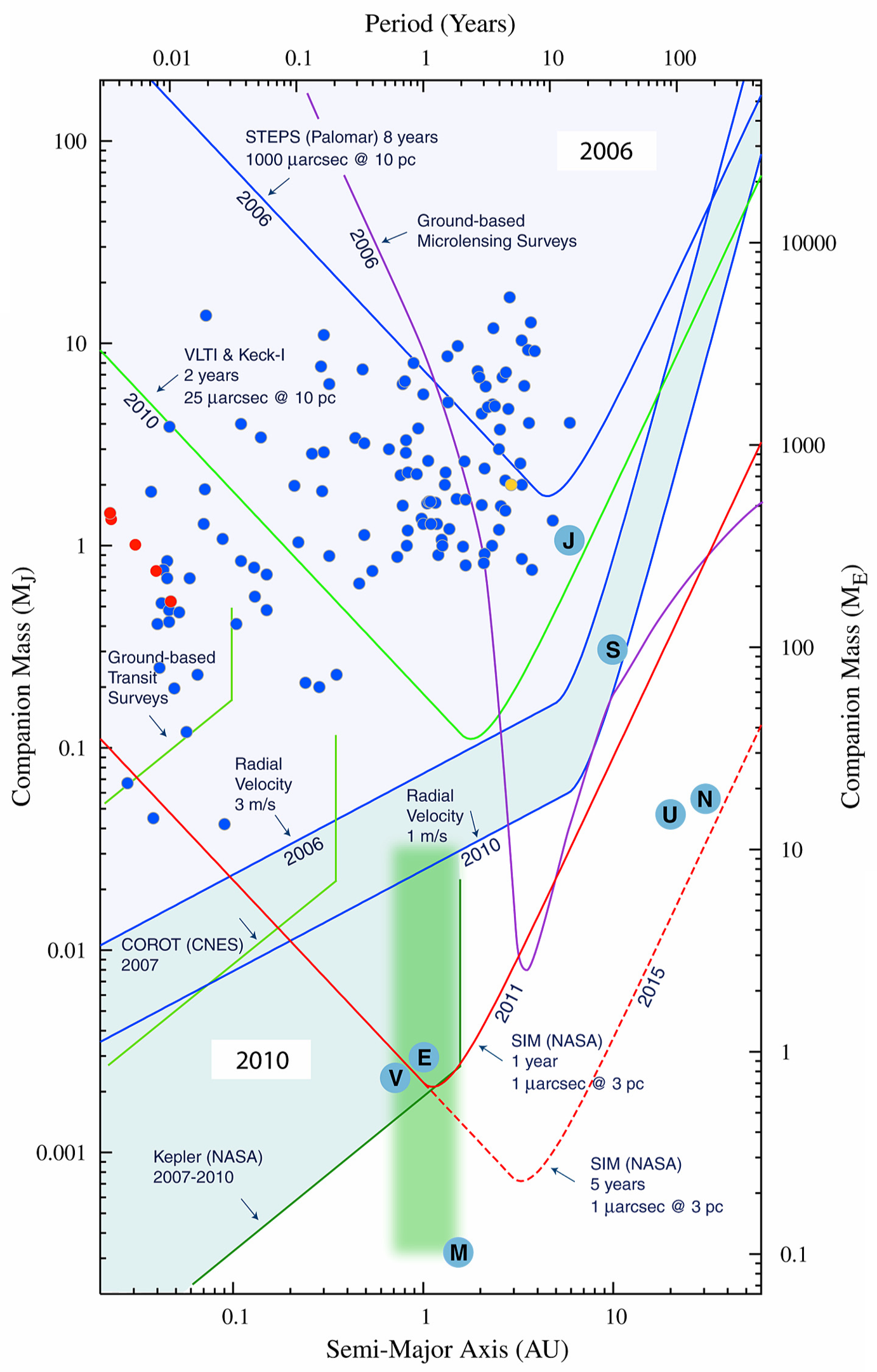
Tutti i pianeti extrasolari scoperti al 31 agosto 2004 (ascisse semiasse maggiore, ordinate masse gioviane):
I puntini blu rappresentano pianeti scoperti con il Metodo delle Velocità radiali.
In rosso quelli con metodo del transito.
in giallo con la microlente gravitazionale.
L'immagine mostra anche i limiti delle capacità di rilevamento dei prossimi strumenti (linee colorate), sia terrestri che spaziali, dal 2006 al 2015.
Infine l'immagine mostra anche la posizione dei pianeti del sistema solare sono i pallini più grandi con l'iniziale del nome inglese.

## Metodo delle velocità radiali
Una stella attorno a cui orbiti un pianeta può essere pensata come una binaria spettroscopica, di cui è visibile un solo spettro. In questa situazione le righe di emissione o di assorbimento non hanno più la lunghezza d'onda corrispondente ai campioni osservati in quiete in laboratorio, ma risultano spostate per effetto Doppler verso il rosso o il blu, a seconda che la velocità sia positiva (allontanamento) o negativa (avvicinamento). Se l'orbita del pianeta è inclinata rispetto al piano tangente alla sfera celeste, nel punto in cui si osserva la stella, allora lo spostamento delle righe varia a seconda del valore della velocità e oscilla tra i valori estremi assunti dalla velocità radiale. Una volta ottenuti degli spettri ben distribuiti nel tempo, e dedotte da questi le velocità radiali ad ogni istante, si potrà costruire la curva di velocità radiale.
Questo è il metodo che ha fornito la maggior parte dei pianeti scoperti durante la prima fase delle ricerche. Questo metodo è in grado di individuare facilmente pianeti molto vicini alla loro stella, ma per riuscire a rilevare pianeti aventi un lungo periodo orbitale, come ad esempio Giove, sono necessarie osservazioni che coprano molti anni, affinché il pianeta transiti due o più volte davanti alla stella. La tecnica è limitata alle stelle più brillanti della quindicesima magnitudine, poiché anche con i più grandi telescopi del mondo è difficile ottenere spettri di buona qualità che permettano di misurare queste piccole variazioni di velocità.

## Transito

Transito di un pianeta sulla sua stella. In basso il grafico della curva di luce.

Il metodo più recente e più promettente è quello detto del transito.
Esso consiste nella rilevazione della diminuzione di luminosità della curva di luce di una stella quando un pianeta le transita di fronte, dal nostro punto di vista. La diminuzione è correlata alla dimensione relativa della stella madre, del pianeta e della sua orbita. Ad esempio nel caso di HD 209458, la diminuzione di luce è dell'ordine dell'1,7%.
Si tratta di un metodo fotometrico che funziona solo per la piccola percentuale di pianeti la cui orbita è perfettamente allineata col nostro punto di vista, però può essere utilizzato fino a grandi distanze. Il satellite francese COROT (lanciato il 26 dicembre 2006) e il Kepler della NASA (lanciato il 7 marzo 2009) svolgono osservazioni di questo tipo al di fuori dell'atmosfera terrestre, in quanto non c'è il rumore fotonico indotto dall'atmosfera; si possono ottenere curve di luce con precisione dell'ordine di 1 mmag, sufficiente in linea teorica per rilevare pianeti 'piccoli' come la Terra.

## Variazione del tempo di transito
La variazione del tempo di transito (abbreviata TTV, dall'inglese Transit-timing variation) è un metodo per rilevare pianeti extrasolari osservando le variazioni dei tempi di un transito. Ciò fornisce un metodo estremamente sensibile in grado di rilevare pianeti aggiuntivi nel sistema con masse potenzialmente piccole come quella della Terra. In sistemi planetari numerosi, l'attrazione gravitazionale reciproca dei pianeti fa sì che un pianeta acceleri e un altro pianeta deceleri mentre compie la sua orbita, l'accelerazione fa cambiare il periodo orbitale di ogni pianeta. Il rilevamento di questo effetto misurando il cambiamento è noto come variazioni dei tempi di transito.. L'analisi della "variazione temporale", se esiste, permette quindi di rilevare la presenza di un pianeta non transitante in un sistema dove c'è almeno un pianeta che transita davanti alla propria stella.

## Astrometria
Il primo metodo storicamente usato è l'astrometrico i cui primi tentativi risalgono al 1943. Con questo metodo sono stati individuati molti candidati, ma nessuno è stato confermato come pianeta, costringendo la maggior parte degli astronomi a rinunciare al suo utilizzo, a favore di altri metodi. Il suo punto debole è dovuto al fatto che richiede una misura molto precisa del moto proprio di una stella: nel caso essa abbia un pianeta, il moto presenta piccole oscillazioni periodiche. Sfortunatamente queste sono così piccole che i migliori telescopi esistenti non possono produrre misure sicure. Inoltre le misure sono più facili quando le orbite dei pianeti sono perpendicolari alla nostra linea di vista (cioè sono viste di faccia invece che di taglio), cosa che rende impossibile l'uso degli altri metodi per confermare l'osservazione.
Nel maggio del 2009, questo metodo ha portato all'individuazione di VB 10b la cui reale esistenza è ora da verificare anche con altri metodi.

## Microlente gravitazionale
L'effetto denominato microlente gravitazionale per la ricerca astronomica lo propose nel 1986 Bohdan Paczyński della Princeton University e nel 1991 suggerì che poteva essere utilizzato anche per cercare pianeti. I primi successi si ebbero nel 2002 quando un gruppo di astronomi polacchi  (Andrzej Udalski, Marcin Kubiak e Michal Szymanski da Varsavia e il polacco-americano Bohdan Paczynski della Princeton) perfezionarono un metodo che poteva essere utilizzato nell'ambito del progetto OGLE (Optical Gravitational Lensing Experiment), finanziato da NASA e NSF. In un mese di lavoro scoprirono 46 oggetti, molti dei quali potevano essere pianeti.
L'effetto avviene anche quando i campi gravitazionali di un pianeta e della sua stella cooperano per focalizzare la luce di una stella lontana. Per realizzarsi occorre che il pianeta e il suo sole e la stella lontana si trovino esattamente in linea prospettica con l'osservatore. Poiché un allineamento perfetto capita molto di rado (e l'effetto è molto piccolo da cui il nome micro) occorre tenere sotto sorveglianza un grande numero di stelle. Il suo studio funziona al meglio inquadrando stelle che si trovano tra noi e il nucleo galattico, in quanto si ha a disposizione un gran numero di stelle sullo sfondo.
Gli eventi-lente sono brevi, solo alcuni giorni o settimane, perché i corpi osservati e la Terra si muovono l'una rispetto all'altra. Comunque sono stati misurati più di 1000 eventi-lente negli ultimi dieci anni.
Questo metodo permette di scoprire pianeti di massa equiparabile a quella terrestre usando le tecnologie oggi disponibili, l'osservazione non può essere ripetuta poiché l'allineamento necessario capita raramente. La maggior parte di stelle osservate con questo metodo dista migliaia di anni luce il che rende problematica la scoperta di tali pianeti con mezzi più tradizionali, però osservando con continuità un sufficiente numero di stelle si può avanzare una stima della loro frequenza nella nostra galassia.

## Dischi circumstellari e protoplanetari

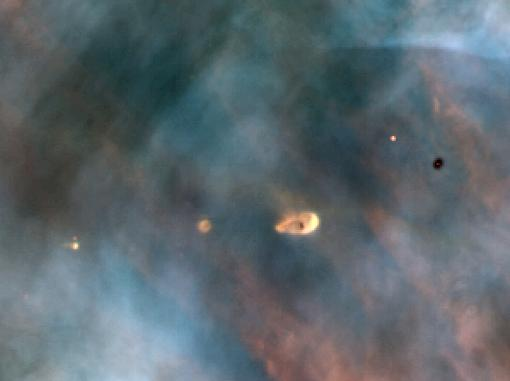
Disco protoplanetario nella Nebulosa di Orione.

Un approccio più recente consiste nello studio delle nubi di polveri. Molti sistemi solari contengono una quantità notevole di polvere dovuta a passaggi di comete e a collisioni fra asteroidi e pianeti. In tali casi la polvere si distribuisce come un disco attorno alla stella del sistema e assorbendone una parte di luce la riemette con radiazione infrarossa. Ma la pressione di radiazione esercitata dalla stella spingerebbe le particelle di polvere nello spazio interstellare in un tempo, su scala cosmica, relativamente breve. Pertanto una costante rilevazione di polvere può indicare un suo rimpiazzo dovuto a continue collisioni e fornisce evidenza indiretta della presenza di piccoli oggetti quali comete e asteroidi orbitanti attorno alla stella. Inoltre il rilevamento di una cavità interna a tale disco supporta l'ipotesi di un pianeta che ne abbia spazzato la polvere lungo la propria orbita. Anche la presenza dell'accumulo di un ammasso di polvere può essere conseguenza di influenza gravitazionale di un corpo planetario. Entrambe queste caratteristiche sono osservabili nel disco di polvere che circonda ε Eridani suggerendo l'esistenza di un pianeta con un raggio orbitale di circa 40 UA.
Questo tipo di rivelazione planetaria può effettuarsi con osservazioni dallo spazio, perché la nostra atmosfera assorbe la maggior parte della radiazione infrarossa, rendendo impossibili le osservazioni di quelle deboli fonti dalla Terra. Il nostro stesso sistema solare contiene una quantità di polvere diffusa pari a un decimo della massa della Luna. Pur se questa quantità è insignificante, paragonata alla massa totale del sistema, il volume su cui è distribuita è così elevato che, da grandi distanze, l'emissione infrarossa della polvere sarebbe 100 volte più intensa di quella di tutti i pianeti .
Il telescopio spaziale Hubble può svolgere queste osservazioni, utilizzando la sua camera NICMOS (Near Infrared Camera and Multi-object Spectrometer), ma non è stato possibile fargli svolgere questo compito a causa di un guasto al raffreddamento della NICMOS, che l'ha resa inutilizzabile dal 1999 al 2002. Immagini migliori sono state riprese nel 2003 da una camera "sorella", montata sul telescopio spaziale Spitzer (conosciuto prima come SIRTF, Space Infrared Telescope Facility). Lo Spitzer, progettato specificatamente per le osservazioni infrarosse è, per questo tipo di immagini, molto più potente di Hubble.

## Variazioni degli intervalli di emissioni di una Pulsar
L'individuazione di pianeti extrasolari orbitanti attorno alle pulsar è deducibile dal passaggio dell'eventuale pianeta davanti al fascio di radiazione emesso dalla pulsar. Sapendo il periodo di rotazione della pulsar Il corpo orbitante può essere rilevato calcolando l'intervallo nella ricezione dell'emissione che esso provoca al suo passaggio.

## Variazioni della frequenza di pulsazione di una stella variabile
Come le pulsar, alcuni tipi di stelle variabili pulsanti sono abbastanza regolari da poter determinare la velocità radiale in modo puramente fotometrico dallo spostamento Doppler della frequenza delle pulsazioni, senza necessità di uno studio spettroscopico. Questo metodo non è sensibile come il metodo di variazione degli intervalli di emissioni di una pulsar, poiché l'attività periodica è più lunga e meno regolare. La facilità di rilevare pianeti attorno a una stella variabile dipende dal periodo di pulsazione della stella, dalla regolarità delle pulsazioni, dalla massa del pianeta e dalla sua distanza dalla stella ospite.
Il primo successo con questo metodo risale al 2007, quando V391 Pegasi b fu scoperto attorno a una stella nana pulsante.

## Rilevamento diretto

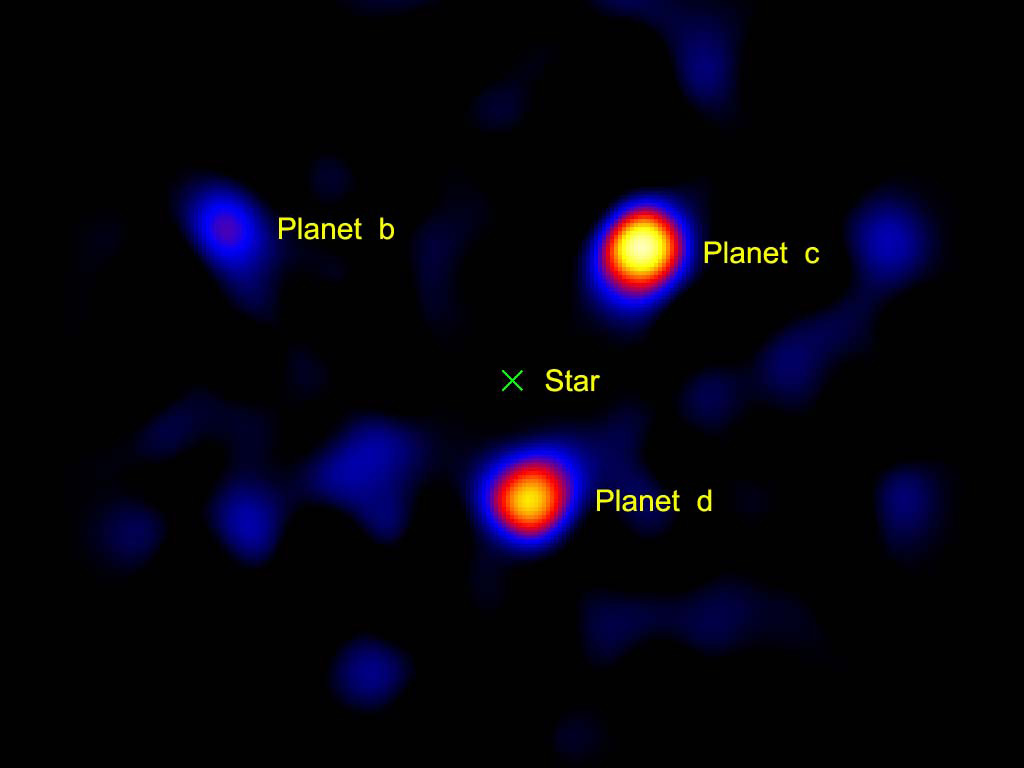
Immagine diretta di esopianeti attorno alla stella HR 8799, ottenuta con un coronografo a vortice su una porzione di 1,5 m del Telescopio Hale.

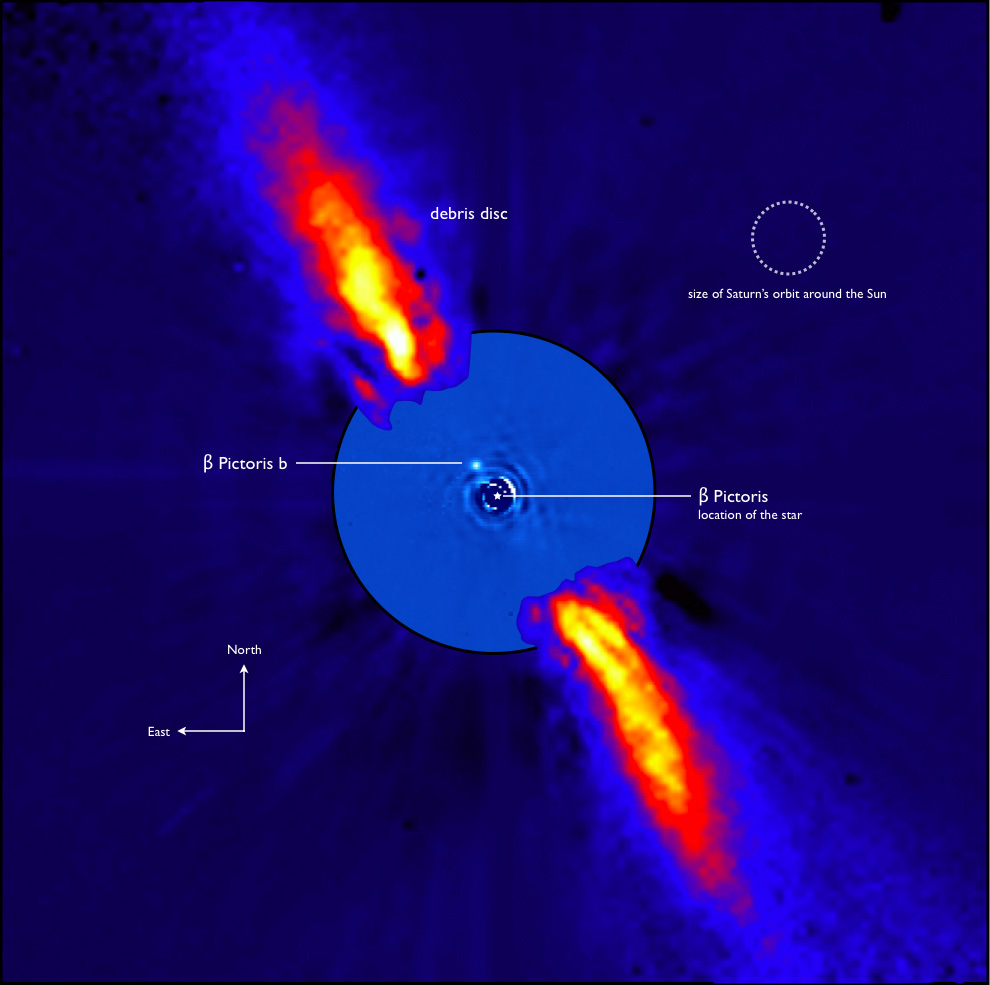
Immagine ESO di un pianeta prossimo a Beta Pictoris.

L'individuazione di pianeti extrasolari mediante imaging diretto è resa molto difficile dal fatto che l'osservazione di tali corpi celesti è sovrastata dalla luce di ogni stella intorno a cui ruotano, la quale ovviamente offusca la debole luminosità riflessa dei pianeti.
È meno arduo ottenere immagini dirette quando il pianeta è particolarmente massivo (in genere più di quanto sia Giove) e la sua orbita è molto lontana dalla sua stella ma è abbastanza caldo da emettere radiazione infrarossa percepibile. Proprio per merito di quest'ultima proprietà si possono captare direttamente nell'infrarosso immagini di corpi catalogabili come pianeti.

### Prime osservazioni dirette
I primi tentativi di rilevare esopianeti mediante la visualizzazione ad alto contrasto sono stati effettuati con il telescopio Franco-Canadese, alle Hawaii, nei primi anni 2000. L'astronomo canadese Christian Marois, supportato dal collega René Doyon costruì una telecamera per infrarossi applicata al telescopio ma sebbene non riuscì a rilevare nessun esopianeta, fu il primo passo per comprendere le tecniche e migliorare la sensibilità per gli strumenti ad alto contrasto, sviluppando in seguito due tecniche: l'imaging differenziale angolare, o ADI, e la combinazione di immagini localmente ottimizzata, o LOCI. Queste nuove tecniche consentirono di effettuare una indagine a più ampia scala per quantificare percentualmente la presenza di pianeti giganti nel vicinato solare, non essendo ancora possibile l'imaging diretto di pianeti di dimensioni terrestri o nettuniani. L'indagine, condotta da David Lafrenière su un gruppo di giovani stelle appartenente all'Associazione Scorpius-Centaurus effettuata con il telescopio Gemini nord consentì la prima immagine di un pianeta in orbita attorno a una stella simile al Sole, la stella 1RXS J1609-210524. L'oggetto, separato distante circa 330 UA dal proprio astro fu confermato nel 2010. Nel 2008 Lafrenière insieme ai due colleghi canadesi scoprì il primo sistema esoplanetario, HR 8799 rilevato con metodo diretto. I 3 pianeti del sistema hanno massa 10 e 7 volte quella di Giove. Lo stesso giorno, il 13 novembre 2008 fu data notizia che il telescopio spaziale Hubble aveva captato direttamente la figura di un pianeta extrasolare, orbitante attorno alla brillante stella Fomalhaut, con massa non superiore a 3 volte quella di Giove. Entrambi i sistemi sono circondati da dischi non dissimili dalla fascia di Kuiper.
Nel 2004, un gruppo di astronomi utilizzò il Very Large Telescope dell'ESO in Cile per ottenere un'immagine di 2M1207b, un compagno per la nana bruna 2M1207. L'anno successivo fu confermato che il compagno della nana bruna era di natura planetaria. Si pensa che il pianeta sia diverse volte più massiccio di Giove e il suo semiasse maggiore sia superiore a 40 UA.
Nel 2009 fu annunciato che l'analisi di immagini risalenti al 2003 avevano rivelato un pianeta in orbita intorno a Beta Pictoris.
Del 2012 è l'annuncio che un pianeta supergioviano, con una massa di circa 12,8 MJ in orbita attorno a Kappa Andromedae, era stato direttamente osservato con il telescopio Subaru alle Hawaii. Esso orbita intorno alla sua stella madre ad una distanza di circa 55 UA, equivalenti a quasi due volte la distanza di Nettuno dal Sole.
Un ulteriore sistema, Gliese 758, fu osservato nel novembre 2009, utilizzando lo strumento HiCIAO del telescopio Subaru; tuttavia non si scoprì un pianeta ma una nana bruna.
Altri oggetti affini sono stati direttamente osservati: GQ Lupi b, AB Pictoris b, e SCR 1845 b, ma senza venir confermati come pianeti, in quanto sembra più probabile possa trattarsi di piccole nane brune.

### Strumenti di osservazione diretta
Per risolvere i problemi derivanti dalla luce della stella madre, l'osservazione diretta richiede particolari strumenti e tecniche, come, ad esempio l'uso di coronografi che bloccano la luce proveniente dalla stella madre e lasciano visibile quella proveniente dal pianeta.
Un approccio che potrebbe rivelarsi promettente è quello che fa uso dell'annullamento interferometrico (nulling interferometry) per oscurare la luce proveniente dalla stella madre.
Tra i progetti che potrebbero essere dotati di strumenti di osservazione diretta di pianeti esxtrasolari vi sono il Gemini Planet Imager del Telescopio Gemini, l'ottica adattiva SPHERE del Very Large Telescope dell'ESO, il Subaru-HiCIAO e il Project 1640 dell'Osservatorio di Monte Palomar.
È stato anche ipotizzato l'uso di telescopi spaziali che, invece dei tradizionali specchi, utilizzino rivelatori (Fresnel imager) che fanno uso di lamine a zona per mettere a fuoco la luce: questo permetterebbe di ottenere immagini a più alto contrasto e di risparmiare sui costi di missione, visto che le lamine a zona potrebbero essere ripiegate prima del lancio e aperte solo al raggiungimento dell'orbita.

#### Coronografi a vortice ottico
Una delle possibili tecniche di osservazione diretta fa uso dei cosiddetti vortici ottici.
Nel 2010, un team del Jet Propulsion Laboratory della NASA ha dimostrato che un coronografo a vortice potrebbe permettere piccole ampiezze di osservazione per osservare direttamente i pianeti.
La fattibilità è stata dimostrata non scoprendo corpi celesti sconosciuti ma osservando alcuni pianeti extrasolari già oggetto di rilevazione diretta, orbitanti attorno alla stella HR 8799: l'osservazione diretta è stata portata a termine usando solo una piccola limitata porzione  (1,5 metri di diametro) del telescopio Hale.
Nel 2016, L'utilizzo combinato di un coronografo Vortice con la NIRC-2 del telescopio Keck hanno consentito lo studio di un disco protoplanetario e di una nana bruna in orbita a circa 23 UA dalla stella compagna.

#### Tecnica didefocusing
Il defocusing è una tecnica recente di osservazione che consiste nel distribuire (sparpagliare) la luce proveniente dalla stella, mediante un micro dispositivo ottico, su una superficie maggiore di quella che si avrebbe senza diffusore. La luce così distribuita compensa i problemi dovuti alla scintillazione ed alla distorsione delle immagini, risolta parzialmente mediante l'uso di ottica adattiva. Inoltre gli errori di disomogeneità dei singoli pixel del rilevatore sollecitati dalla luce in ingresso diminuiscono in proporzione all'aumentare del numero degli stessi (la percentuale di errore è distribuita su un'area maggiore ottenendo un'immagine con qualità migliore). Questa tecnica è impiegata nei casi in cui il telescopio o il rilevatore non sia di ottima qualità e verrà utilizzata anche per la missione CHEOPS.